# Nick E. Tarabay

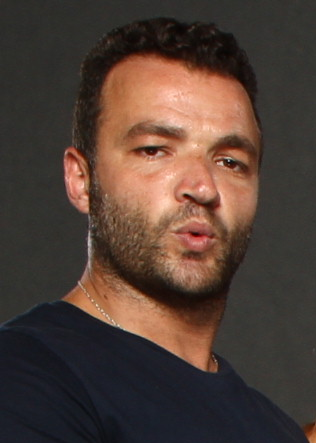
Nick E. Tarabay

Nick E. Tarabay (Beiroet, 28 augustus 1975) is een Amerikaans acteur van Libanese afkomst.

## Biografie
Tarabay is geboren in Beiroet (Libanon) in een groot gezin. Zijn ouders en zijn jongere broer verblijven nog steeds in Libanon. Na zijn middelbareschooltijd verhuisde hij naar New York. Als klerenverkoper werkte hij voor Hugo Boss en Gucci, en tegelijkertijd studeerde hij bij de T. Schreiber Studio en verscheen in off-Broadway toneelstukken. Hij verhuisde in 2004 naar Los Angeles, waar hij studeerde onder behoed van Larry Moss en verscheen in zijn studio's.

## Carrière
Tarabay maakte zijn televisiedebuut in een extra aflevering van Sex and the City (2000). Hij had ook nog een andere kleine rol in The Sopranos (2001-2004) als Matush, een drugdealer. Hij speelde in het jaar 2008 in de televisieserie Crash, als het karakter Axel Finet, een opvliegende politie-inspecteur. Hij acteerde niet meer mee in het tweede seizoen. Hij speelde een centrale rol in de Starz-series Spartacus: Blood and Sand en Spartacus: Vengeance als Ashur, een tot gladiator gemaakte slaaf die dankzij zijn opgelopen wonden tot een spion en boekmaker gemaakt werd. Hij verschijnt ook in het voorafgaande seizoen Spartacus: Gods of the Arena in dezelfde rol. Hij speelt later als "the butcher" in Call Of Duty: Modern Warfare (2019)